# Alejandra Procuna
Alejandra Procuna  (Mexikóváros, Mexikó, 1969. augusztus 14. –) mexikói színésznő.

## Élete és pályafutása
1969. augusztus 14-én született Mexikóvárosban. Karrierjét 1990-ben kezdte a Yo compro esa mujer című telenovellában. 1996-ban a Marisol című telenovellában kapott szerepet. 2002-ben Diamantina szerepét játszotta a Hajrá skacok című sorozatban. 2007-ben Marta szerepét játszotta a Tormenta en el Paraísóban.

## Filmográfia

### Telenovellák
- Corazón que miente (2016) .... Elena Solis Saldivar
- Que te perdone Dios (2015) .... Eduviges de la Santa Cruz y Ferreira
- Hasta el fin del mundo (2014) .... Rosa Valera # 1
- Szerelem zálogba (Lo que la vida me robó) (2013-2014) .... Dominga Garcia de Peralta
- Una familia con suerte (2011) ... Lidia
- Riválisok (Soy tu dueña)  (2010) ... Brenda Castaño Lagunes
- Tormenta en el Paraíso (2007-2008) .... Martha Valdivia
- Duelo de pasiones (2006) .... Mariana Montellano
- Amy, la niña de la mochila azul (2004) .... Minerva Camargo
- Hajrá skacok (¡Vivan los niños!)(2002-2003) .... Diamantina Robles
- Navidad sin fin (2002)  .... Julieta Moreno
- Salomé (2001-2002) .... Rebeca Santos
- Carita de ángel (2000-2001) .... Morelba
- Sebzett szívek (Siempre te amaré) (2000) .... Olivia Salas de Berriozabal
- Acapulco szépe (Alma rebelde) (1999) .... Iris de Villarreal
- Esperanza (Nunca te olvidaré) (1999) .... Mara Montalbán
- Vivo por Elena (1998).... Ely
- Huracán (1997) .... Deyanira
- Te sigo amando (1996-1997) .... Elisa
- Marisol (1996) .... Malú
- María (María la del barrio) (1995-1996) .... Brenda
- Bajo un mismo rostro (1995) .... Sonia
- Las secretas intenciones (1992) .... Clara Cardenal
- Cenizas y diamantes (1990-1991) .... Cynthia
- Yo compro esa mujer (1990) .... Georgette